# Calvin (Luizjana)
Calvin – wieś w Stanach Zjednoczonych, w stanie Luizjana, w parafii Winn.